# Шалькевич, Валентин Брониславович
Валентин Браниславович Шалькевич (10 декабря 1945, Минск — 31 января 2001) — белорусский и советский учёный в области неврологии и нейрохирургии. Доктор медицинских наук (1989), профессор (1990).

## Биография
В.Б. Шалькевич родился 10 декабря 1945 года в г. Минске. Окончив обучение в институте в 1969г, всю оставшуюся жизнь работал НИИ неврологии, нейрохирургии и физиотерапии. 
С 1976г по 1980г работал заведующим отделения неврологим.
А в 1980г был назначен заместителем директора по научной работе. Далее до момента своей смерти работал на той же должности. Умер же белорусский учёный 31 января 2001г.
Семья
Жена (с 1972 по 2001) —  Ольга Петровна Шалькевич (род 1946).
Сын — Леонид (род. 1972).

## Научная деятельность
Уже в 1974 году защитил кандидатскую диссертацию на тему «Изменения биоэлектрической активности головного мозга при интракраниальных мешотчатых аневризмах», после чего, в 1980г, был назначен заместителем директора института по научной работе. В 1988 г. защитил докторскую диссертацию на тему «Преходящие нарушения кровообращения в артериях вертебрально-базилярнной системы (клиника, диагностика, лечение)».
Он был руководителем научных разработок ряда сотрудников НИИ и при этом не отказывался от практической деятельности. Насчитывается более 200 его научных работ. Также имеется 24 авторских свидетельства и 11 методических рекомендаций под его авторством. Под его руководством защищено 16 кандидатских диссертаций, среди которых немало врачей практического направления.
Он был приверженцем инновационных методов лечения нервных болезней. Даже в наши дни его исследования по гипо- и гипербаротерапии не утратили актуальности. Именно он начал исследования по внедрению математических методов анализа гетерогенности проявлений острых нарушений мозгового кровообращения и для дифференциальной диагностики подтипов транзиторных ишемических атак (ТИА), которые и сегодня продолжают развивать.

## Награды и премии
- Лауреат Премии им. В.М. Бехтерева.
- Указом Президиума Верховного Совета Республики Беларусь от 21 сентября 1994 г. № 3204-XII награжден Почетной грамотой Президиума Верховного Совета Республики Беларусь[1].
- Значок «Отличнику здравоохранения»
- Нагрудный знак «Изобретатель СССР»